# William Perkins (Theologe)

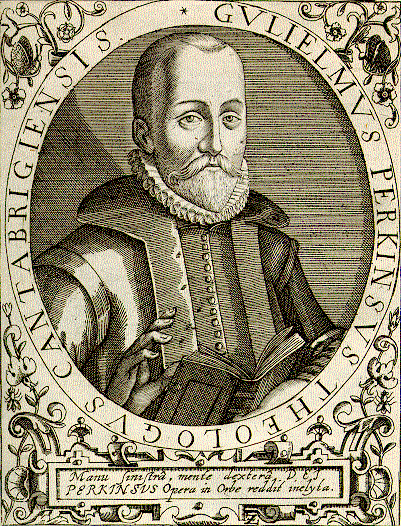
William Perkins

William Perkins (* 1558 in Marston-Jabbet, Warwickshire, England; † 22. Oktober 1602 in Cambridge) war ein englischer Geistlicher und puritanischer Theologe.

## Leben
Perkins studierte am Christ’s College (Cambridge) und erlangte 1581 das Bakkalaureat, 1584 den Magistergrad. Im gleichen Jahr wurde er Fellow am Christ’s College sowie Prediger an der Great St. Andrew’s Church. Das Amt als Fellow gab er 1595 nach seiner Heirat auf. Das Predigtamt übte er bis zu seinem Tode aus. Obwohl er aufgrund seiner puritanischen Einstellung mehrfach in Konflikt mit hochkirchlich eingestellten kirchlichen Vorgesetzten kam, blieb er ein treues Glied der anglikanischen Kirche und widersetzte sich allen Tendenzen zum Separatismus.

## Werk und Bedeutung
Perkins wirkte durch seine persönlichen Schüler (u. a. William Ames, John Robinson), vor allem aber durch sein umfangreiches theologisches Schrifttum. Viele seiner Schriften, die teils auf Englisch, teils auf Lateinisch verfasst waren, wurden übersetzt, vor allem ins Niederländische und Deutsche. Weil Perkins im Anschluss an Petrus Ramus die Theologie als eine „Wissenschaft, bis in Ewigkeit gesegnet zu leben“ definierte, sind auch seine fachtheologischen Veröffentlichungen meist praktisch-seelsorgerlich ausgerichtet. Zu einem großen Teil posthum veröffentlicht, entfalteten sie ihre lang andauernde Wirkung im gesamten 17. Jahrhundert.
In seiner einflussreichsten Schrift Armilla aurea, id est, Miranda series causarum et salutis & damnationis iuxta verbum Dei (1590; 1591 übersetzt als A golden chaine, or the description of theologie: containing the order of the causes of saluation and damnation, according to Gods woord. A view of the order wherof, is to be seene in the table annexed) verteidigte Perkins die supralapsarische Prädestinationslehre in ihrer schärfsten Form, wie sie Theodor Beza im Anschluss an Johannes Calvin vertrat. Sein besonderes Interesse galt dabei jedoch der Heilsgewissheit. Deshalb erneuerte er die reformierte Lehre vom „Doppelbund“, den er erstmals mit den Begriffen foedus operum (Werkbund) und foedus gratiae bezeichnete: Den Werkbund hat Gott mit der gesamten Menschheit geschlossen, aber weil kein Mensch das Moralgesetz vollständig halten kann, fügt er den Gnadenbund hinzu, in dem das Heilswirken Christi auf die Gläubigen appliziert wird. In diesem Zusammenhang stellte Perkins für den Weg des christlichen Lebens ein Vier-Stufen-Schema auf: Die Berufung des Sünders geht einher mit der Vereinigung mit Christus, worauf die Rechtfertigung folgt. Als dritte Stufe folgt die Heiligung, bei der die Gläubigen sich im Kampf gegen Anfechtungen bewähren und Früchte des Glaubens bringen sollen. Die vierte Stufe ist die Verherrlichung nach dem Leben. Das Stufenmodell hatte großen Einfluss auf die puritanische Theologie und steht noch im Hintergrund von John Bunyans Pilgerreise zur seligen Ewigkeit.
In seinem A salve for a sicke man, or, A treatise containing the nature, differences, and kindes of death : as also the right manner of dying well. And it may serue for spirituall instruction to 1. Mariners when they goe to sea. 2. Souldiers when they goe to battell. 3. Women when they trauell of child (1595) deutet Perkins den Tod als Strafe und Erlösung zugleich und gibt Hinweise zur richtigen Vorbereitung auf den Tod. Empfehlungen zur praktischen Lebensführung gibt auch A case of conscience : the greatest that euer was; how a man may know whether he be the child of God or no (1592), das daneben eine theologische Abhandlung über das Gewissen enthält. Das Buch wurde leitend für die puritanische Ethik.
Der Predigtlehre war seine Schrift Prophetica, sive, De sacra et vnica ratione concionandi tractatus (1592; 1607 übersetzt als The arte of prophecying, or, A treatise concerning the sacred and onely true manner and methode of preaching) gewidmet. Hier drängte er auf eine erbauliche Predigt mit dem Fokus auf die Anwendung des Gehörten im christlichen Leben.
Viele der Hauptthemen von Perkins tauchen im Pietismus wieder auf, so dass die frühere Forschung (Heinrich Heppe, August Lang) ihn als „Vater des Pietismus“ bezeichnet hat. Der Einfluss ist jedoch höchstens indirekt. Perkins selbst ist als orthodoxer Calvinist einzuordnen, der sich allerdings besonders um das rechte Leben sorgte.

## Schriften (Auswahl)
- The Works of William Perkins, Volume 1, London 1625 (PDF-Datei).
- The Works of William Perkins, Volume 2, London 1631 (PDF-Datei).
- The Works of William Perkins, Volume 3, London 1631 (PDF-Datei).
- The Works of William Perkins. Edited and introduced by Ian Breward. Sutton Courtenay Press 1970.
- Prophetica, sive, De sacra et vnica ratione concionandi tractatus. Cambridge 1592 (Digitalisat).
  - Die Fähigkeit des prophetischen Redens. Übers.: Wilhelm Schneider. 3L-Verlag, Waldems 2011, ISBN 978-3-935188-97-5.